# Тушіта
Небеса Тушіта (санскр. तुषित, tuṣita IAST; кит.: 兜率天; піньїнь: dōushuài-tiān; яп. 都率天, とそつてん, 覩史多天, としたてん; 兜率陀天, とそつだてん) — в буддистській космології 4-е Небо з 6 Небес сфери чуттєвого. Дослівно: «Небеса Радості». Блаженний світ, де мешкають бодгісаттви, якими керує Майтрея. Розташований на вершині гори Сумеру.
Місце перебування богів. Вони мають зріст близько 8 км. Життя богів триває 4 тисячі років, а один день їхнього життя дорівнює 400 рокам життя людського.  
У Тушіті бодгісаттви проводять своє остання життя, перед тим як народитися на землі і стати буддами. Перед сходженням на землю Шак'ямуні передав корону властителя Небес будді майбутнього Майтреї. Майтрея проповідує буддизм богам і чекає часу, коли зможе спуститися на землю.
У Тушіті знаходиться Палац семи скарбів, який складається з двох павільйонів. Зовнішній павільйон — місце почуттів і радості, в якому живуть небожителі. Внутрішній павільйон — чиста земля Майтреї.
Нижче розташовані небеса Ями, а вище — небеса Нірманараті.